# Agenzia Stefani
L'Agenzia Stefani è stata la prima agenzia di stampa italiana, fondata da Guglielmo Stefani il 26 gennaio 1853.

## Storia

### Gli inizi

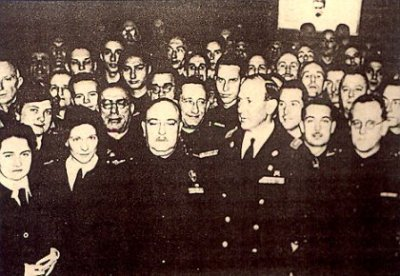
Alcuni cronisti della Stefani nella redazione di Roma durante il fascismo. In primo piano, al centro, il presidente Manlio Morgagni

La Telegrafia privata - Agenzia Stefani venne fondata il 26 gennaio 1853 a Torino da Guglielmo Stefani, veneziano direttore della Gazzetta ufficiale del Regno di Sardegna, con l'appoggio di Camillo Cavour.
Sotto il governo Cavour l'agenzia ottenne grandi vantaggi con l'elargizione di fondi (tenuti segreti poiché lo Statuto Albertino vietava privilegi e monopoli ai privati), mentre la stampa indipendente subì restrizioni sulla libertà d'informazione. L'agenzia Stefani, assumendo connotati quasi monopolistici, divenne uno strumento governativo per il controllo della sorgente principale dell'approvvigionamento di notizie nel Regno di Sardegna.
Dopo la morte di Guglielmo Stefani, avvenuta nel 1861, l'agenzia strinse rapporti di collaborazione con l'agenzia britannica Reuters e con la francese Havas. Quest'ultima, prima agenzia di stampa al mondo e, all'epoca, in condizione di forte predominio, acquisì il 50% dell'agenzia Stefani nel 1865.
Fonte di informazione ufficiale del governo sabaudo, la "Stefani" seguì i vari trasferimenti della capitale d'Italia, da Torino a Firenze nel 1865 e da Firenze a Roma nel 1871.

### La direzione di Friedländer
Nel 1881 la direzione venne assunta da Ettore Friedländer, destinato a rimanervi per 37 anni. Sotto la guida di Friedländer l'agenzia fu permanentemente vicina al governo. Il ministero dell'Interno, infatti, fornì all'agenzia larghe concessioni in maniera da scoraggiare ogni tipo di concorrenza. Inoltre il governo fece in modo che la stampa indipendente fosse costretta a servirsi della Stefani. Grazie alla posizione di monopolio così istituita, l'agenzia Stefani poté imporre tariffe elevate ai giornali cui forniva il servizio.
Tutti i principali eventi di fine secolo ebbero la copertura dell'agenzia: dalla disastrosa guerra d'Africa allo scandalo della Banca Romana, dai moti popolari del 1898 e dalle azioni repressive del governo Pelloux all'assassinio di re Umberto I, dalla guerra di Libia ai disinvolti mutamenti d'alleanze internazionali che precedettero la prima guerra mondiale.
Nell'ultimo decennio del XIX secolo, Francesco Crispi si fece promotore della rottura con la Havas, accusata di diffondere notizie false o tendenziose, atte a favorire la politica estera della Francia. Fu così siglato un accordo di mutuo scambio con la tedesca Continentalen, con l'austriaca Correspondenz-Bureau e con la Reuters, in modo tale da consentire ai vari governi di controllare e censurare, se del caso, le notizie da e per l'estero.
Durante la prima guerra mondiale, fu concessa all'agenzia Stefani l'esclusiva per la diffusione dei dispacci dello Stato maggiore dell'Esercito e, nel 1920, fu stipulato un accordo con il governo che le affidava il compito di distribuire le informazioni ufficiali alla stampa, ai prefetti e agli uffici governativi. In esecuzione dell'accordo, le nomine del direttore e dei principali corrispondenti esteri, da quel momento furono sottoposte al placet del governo. L'anno seguente venne stipulato un nuovo accordo con la Havas che consentiva l'accesso alle informazioni provenienti dagli Stati Uniti e dall'America Latina, grazie al collegamento via cavo realizzato tra New York e Parigi.

### La gestione Morgagni
Dopo l'ascesa al potere del fascismo, Mussolini si accorse della potenziale utilità di un simile strumento e l'8 aprile 1924 pose l'agenzia Stefani sotto il controllo del sansepolcrista Manlio Morgagni che, in breve tempo, la trasformò nella voce del governo in Italia e all'estero.
(Benito Mussolini)
Nel 1924 poteva contare su 14 sedi italiane, 160 corrispondenti dall'Italia e 12 dall'estero che riuscivano quotidianamente a "lavorare" una media di 165 dispacci in arrivo e 175 in partenza. Durante la gestione di Morgagni l'agenzia conobbe un enorme sviluppo, tanto che nel 1939, le sedi italiane erano 32 e 16 quelle estere, con un organico di 261 corrispondenti in Italia e 65 all'estero che ogni giorno sbrigavano una media di 1 270 dispacci in arrivo e 1 215 in partenza.
Avuta notizia dell'arresto di Mussolini, il 26 luglio 1943 Manlio Morgagni si tolse la vita.

### La RSI e l'ANSA
Con l'avvento della Repubblica Sociale Italiana, l'agenzia Stefani divenne proprietà dello Stato; la sede venne trasferita a Milano, sotto la direzione di Luigi Barzini senior. Il suo ultimo direttore, Ernesto Daquanno, venne fucilato a Dongo insieme ai gerarchi che accompagnavano Benito Mussolini nel suo tentativo di fuga. La "Stefani" venne infine disciolta il 29 aprile 1945; la struttura tecnica e organizzativa dell'agenzia venne di fatto rilevata e utilizzata dalla neonata ANSA.
Nel 2005 la testata "Agenzia Stefani" è stata assegnata in proprietà all'Ordine dei giornalisti e ha ripreso le pubblicazioni come settimanale d'informazione edito dall'Ordine dei giornalisti di Bologna.

## Dirigenti

### Direttori
- dal 1853 al 1861: Guglielmo Stefani
- dal 1861 al 1865: Raimondo Brenna
- dal 1865 al 1873: Carlo Michele Buscalioni
- dal 1873 al 1881: Girolamo Stefani (figlio del fondatore)
- dal 1881 al 1918: Ettore Friedländer[9]
- dal 1918 al 1920: Salvatore Mastrogiovanni
- dal 1920 al 1939: Giovanni Cappelletto
- dal 1939 al 1940: Carlo Camagna
- dal 1941 al 23 settembre 1943[10]: Roberto Suster
- dal 1943 al giugno 1944: Orazio Marcheselli
- dal giugno 1944 al 1945: Ernesto Daquanno

### Presidenti
Nel 1920 la Stefani venne trasformata in società anonima di capitali.
- dal 1920 all'aprile 1924: Pio Piacentini (genero di Guglielmo Stefani)
- dall'aprile 1924 al luglio 1943: Manlio Morgagni
- dal 14 gennaio all'11 marzo 1944: Adelfo Luciani

Nel marzo 1944 il Minculpop rilevò la proprietà dell'agenzia. Da allora la presidenza divenne una carica onorifica.
- dal 12 marzo 1944 al 1945: Luigi Barzini